# Roodemolenpolder
Het waterschap De Roodemolenpolder was een waterschap in de gemeenten Sassenheim en Voorhout, in de Nederlandse provincie Zuid-Holland.
Het waterschap was verantwoordelijk voor de vervening, drooglegging en later de waterhuishouding in de polder.